# Ali H. Nayfeh
Ali Hasan Nayfeh (* 21. Dezember 1933 in Tulkarm, Palästina; † 27. März 2017 in Amman, Jordanien) war ein US-amerikanischer Ingenieur und Angewandter Mathematiker.

## Leben
Ali H. Nayfeh studierte an der Stanford University mit dem Bachelor-Abschluss 1962 und dem Master-Abschluss 1963 und wurde dort 1964 in Aeronautik und Astronautik promoviert. 1964 bis 1968 forschte er bei der Heliodyne Corporation und 1968 bis 1971 leitete er die Theorie-Abteilung bei der Aerotherm Corporation. 1971 wurde er Professor für Mechanik am Virginia Polytechnic Institute, ab 1975 als Distinguished University Professor. 1980 bis 1984 war er Dekan an der Yarmouk University in Jordanien.
Er befasste sich mit nichtlinearer Dynamik und Chaos, Schiffsdynamik, Aeroakustik, Flugmechanik, hydrodynamischer Stabilität, nichtlinearen Wellen, Kontrolltheorie und Dynamik von Strukturen.
2008 erhielt er den ersten Thomas K. Caughey Dynamics Award, 1997 den J. P. Den Hartog Award und 2005 den Lyapunov Award der ASME. Er war Ehrendoktor der TU München, in St. Petersburg und in Stettin. 2014 erhielt er die Benjamin Franklin Medal (Franklin Institute). Er war Fellow der ASME, der American Academy of Mechanics, der American Academy of Aeronautics and Astronautics und der American Physical Society. 2005 erhielt er den Virginia Life Achievement in Science Award. 1981 erhielt er den Kuwait Prize in Basic Sciences.
Er war Herausgeber von Nonlinear Dynamics und des Journal of Vibration and Control.

## Schriften
- Perturbation Methods, Wiley-Interscience, 1973
- mit Dean T. Mook, Nonlinear Oscillations, Wiley-Interscience, 1979
- Introduction to Perturbation Techniques, Wiley-Interscience, 1981
- Problems in Perturbation, 1985
- Methods of Normal Forms, Wiley-Interscience, 1993
- mit Balakumar Balachandran: Applied Nonlinear Dynamics: Analytical, Computational, and Experimental Methods, Wiley-Interscience, 1995
- Nonlinear Interactions: Analytical, Computational, and Experimental Methods, Wiley-Interscience, 2000
- mit P. Frank Pai: Linear and Nonlinear Structural Mechanics, Wiley 2004